# Маунтен-Гейт (Каліфорнія)
Маунтен-Гейт (англ. Mountain Gate) — переписна місцевість (CDP) в США, в окрузі Шаста штату Каліфорнія. Населення — 815 осіб (2020).

## Географія
Маунтен-Гейт розташований за координатами 40°43′6″ пн. ш. 122°19′35″ зх. д. / 40.71833° пн. ш. 122.32639° зх. д. (40.718441, -122.326261).  За даними Бюро перепису населення США в 2010 році переписна місцевість мала площу 5,12 км², уся площа — суходіл.

## Демографія
Згідно з переписом 2010 року, у переписній місцевості мешкали 943 особи в 403 домогосподарствах у складі 248 родин. Густота населення становила 184 особи/км².  Було 441 помешкання (86/км²).
Расовий склад населення:
| - 90,1 % — білих - 2,9 % — корінних американців - 0,7 % — чорних або афроамериканців - 0,5 % — азіатів - 1,4 % — осіб інших рас |

До двох чи більше рас належало 4,3 %. Частка іспаномовних становила 5,2 % від усіх жителів.
За віковим діапазоном населення розподілялося таким чином: 19,3 % — особи молодші 18 років, 62,9 % — особи у віці 18—64 років, 17,8 % — особи у віці 65 років та старші. Медіана віку мешканця становила 46,4 року. На 100 осіб жіночої статі у переписній місцевості припадало 100,6 чоловіків;  на 100 жінок у віці від 18 років та старших — 99,2 чоловіків також старших 18 років.
За межею бідності перебувало 23,4 % осіб, у тому числі 18,7 % дітей у віці до 18 років та 27,8 % осіб у віці 65 років та старших.
Цивільне працевлаштоване населення становило 312 особи. Основні галузі зайнятості: освіта, охорона здоров'я та соціальна допомога — 26,3 %, будівництво — 15,1 %, мистецтво, розваги та відпочинок — 13,8 %, роздрібна торгівля — 12,8 %.